# ヨハン・カジミール (プファルツ＝ジンメルン公)

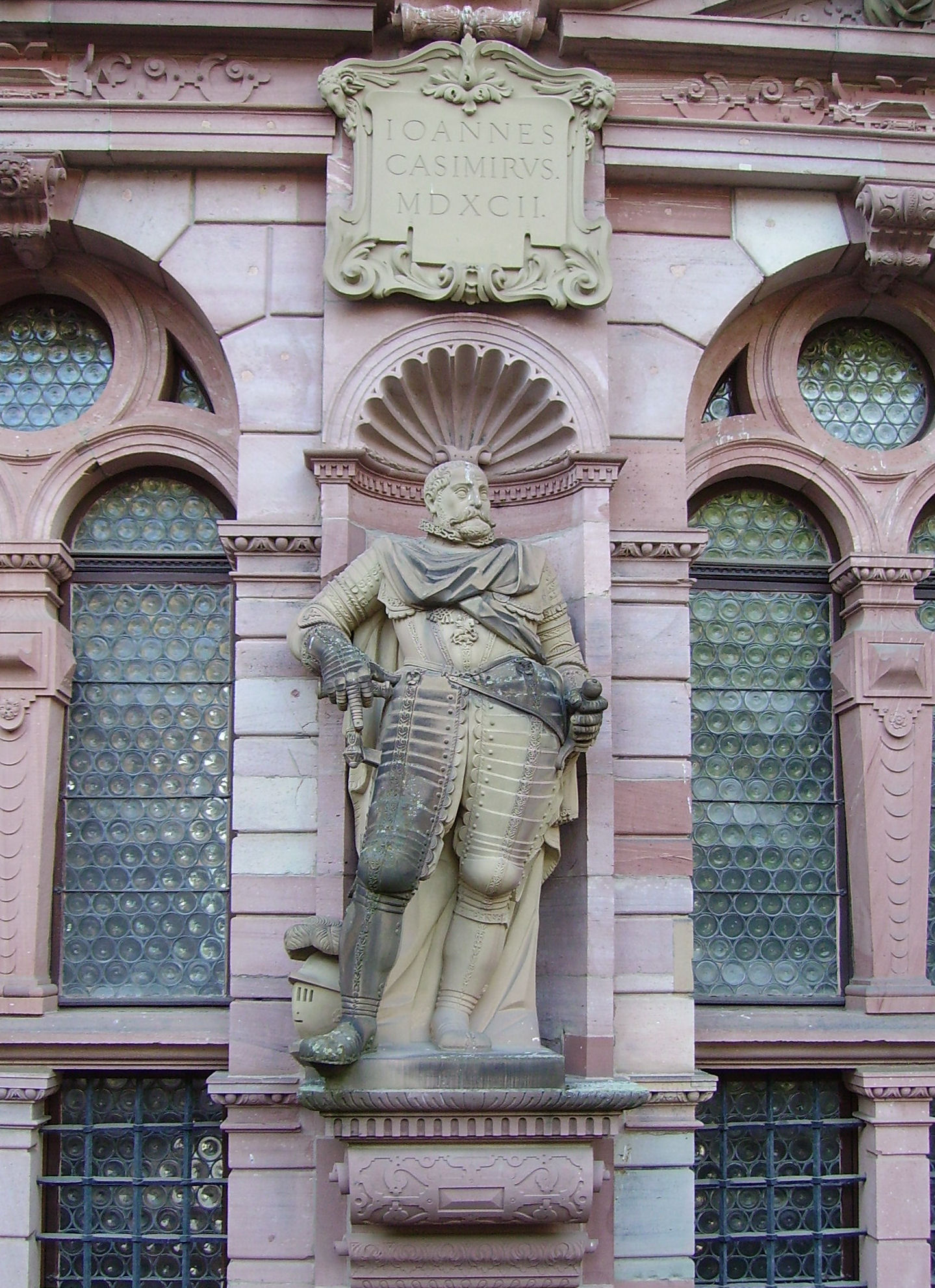
ヨハン・カジミールの彫像、ハイデルベルク城

ヨハン・カジミール・フォン・プファルツ＝ジンメルン（Johann Kasimir von Pfalz-Simmern, 1543年3月7日 - 1592年1月6日）は、プファルツ選帝侯家の公子、プファルツ＝ジンメルン公。1583年から1592年までプファルツ選帝侯領の摂政を務めた。

## 生涯
プファルツ選帝侯フリードリヒ3世とその妃でブランデンブルク＝クルムバッハ辺境伯カジミールの娘であるマリーの間に3男として生まれた。ヨハン・カジミールは1570年1月6日、ハイデルベルクでザクセン選帝侯アウグストの娘エリーザベト（1552年 - 1590年）と結婚した。この結婚は神聖ローマ帝国のルター派諸侯の領袖たるザクセン選帝侯と、カルヴァン派諸侯の領袖たるプファルツ選帝侯の両家を結び付けるための政略結婚であった。2人の結婚生活は夫婦間の宗派の違いもあって上手くいかず、ヨハン・カジミールは妻に自宅謹慎を命じて、日中は部屋の外に出るのを禁止した。公爵夫人エリーザベトは死ぬまで監禁されていた。
ヨハン・カジミールは1571年から10年間、カイザースラウテルンに宮廷を置いた。1576年、父の選帝侯フリードリヒ3世が、プファルツ選帝侯領をカルヴァン派領邦のままにしておくようにとの遺言を残し、亡くなった。兄のルートヴィヒ6世が選帝侯位とプファルツ選帝侯領の大半を受け継ぎ、その弟のヨハン・カジミールはカイザースラウテルンとその付属地域からなる小規模なプファルツ＝ラウテルン公領を与えられた。ところがルートヴィヒ6世は密かに母親によってルター派信徒として育てられており、父の遺志を無視してルター派教会を支援した。ザカリアス・ウルシヌスを始めとする数多くの神学教授達が選帝侯の支配下にあるハイデルベルク大学を去り、ヨハン・カジミールが1578年に創立した「Collegium Casimirianum」に迎えられた。
1576年、ヨハン・カジミールは4000の軍勢を引き連れて、宗教内戦で混乱するフランスに攻め入り、ユグノーを支援した。この遠征の最中、ヨハン・カジミールはフランス王アンリ3世から短期間エタンプ公爵の称号を与えられている。1583年に兄が亡くなり、甥のフリードリヒ4世が幼少のため、1592年に亡くなるまで摂政を務めた。

## 子女
妻エリーザベトとの間に6人の子女をもうけ（うち3人は名前が無い）、そのうち1人のみが成育した。
- マリー（1576年 - 1577年）
- エリーザベト（1578年 - 1580年）
- ドロテア（1581年 - 1631年） - 1595年、アンハルト＝デッサウ侯ヨハン・ゲオルク1世と結婚